# Kościół Wniebowzięcia Najświętszej Maryi Panny w Woźnikach
Kościół pod wezwaniem Wniebowzięcia Najświętszej Maryi Panny w Woźnikach – zabytkowy, drewniany kościół parafialny parafii Wniebowzięcia Najświętszej Maryi Panny w Woźnikach. W otoczeniu znajduje się niewielka drewniana wolnostojąca dzwonnica. Kościół znajduje się na Szlaku Architektury Drewnianej województwa małopolskiego.

## Historia
Kościół wybudowany został prawdopodobnie w XVI wieku. Wieżę dobudowano w 1787, z kolei w 1840 powstała przylegająca doń murowana kaplica. Poważniejszy remont nastąpił z początkiem XX wieku. 22 października 1959 kościół został podpalony, co znacznie podniszczyło jego konstrukcję. Miejscowi parafianie chcieli odbudować kościół jako murowany. Wojewódzki konserwator nie zgodził się jednak na dokończenie rozbiórki pozostałości kościoła, więc ten został odbudowany jako drewniany w latach 1962-1964.

## Architektura
Kościół jest orientowany, nawa i wielobocznie zamknięte prezbiterium są w konstrukcji zrębowej a wieża w słupowej. Od strony północnej do prezbiterium przylega zakrystia, od południowej do nawy murowana kaplica, a do wieży dobudowana jest kruchta. Dach jest jednokalenicowy, kryty gontem, posiada wieżę sygnaturki. Położona w zachodniej części kościoła wieża posiada izbicę i zwieńczona jest strzelistą iglicą.

## Wnętrze

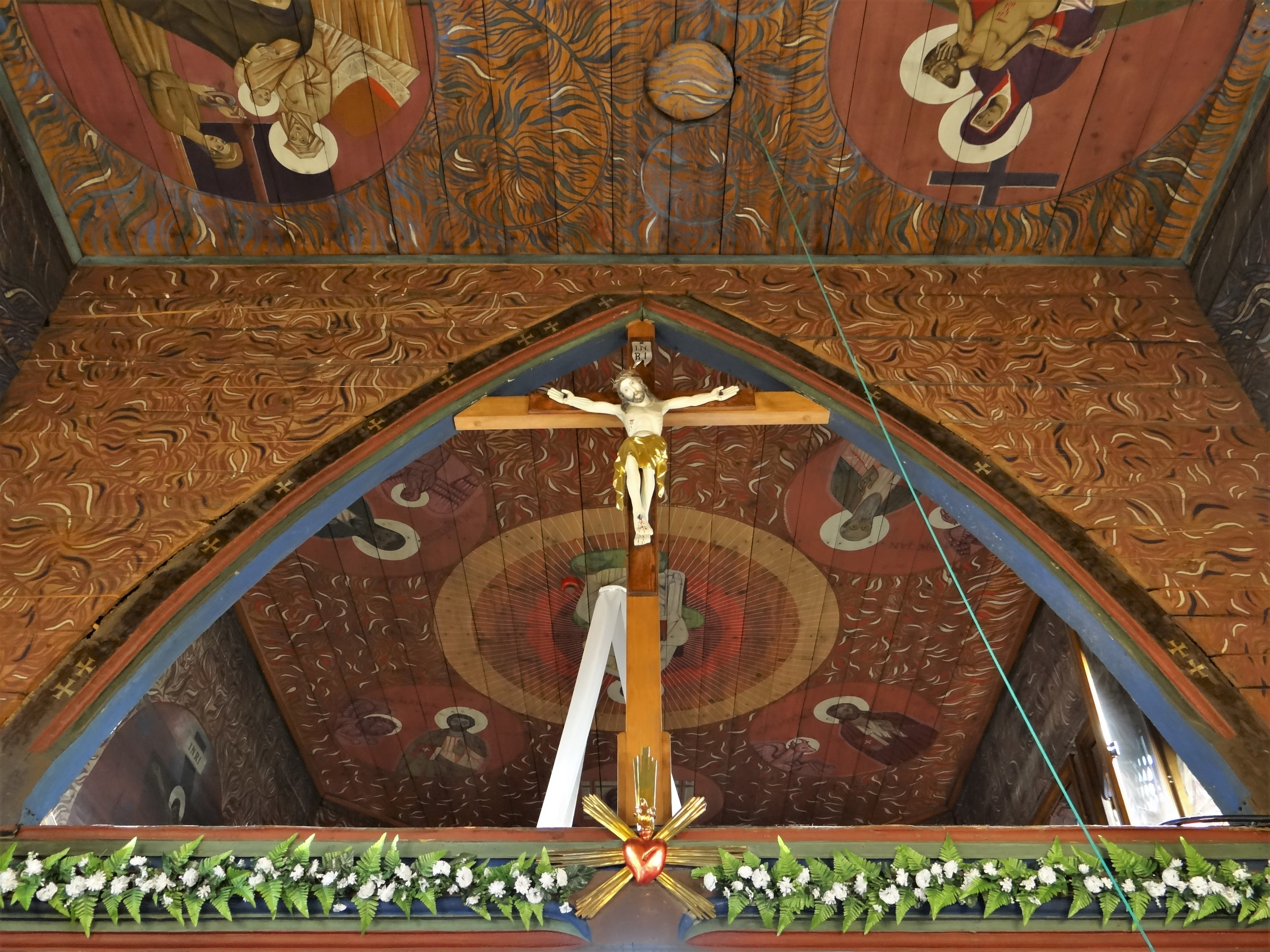
Belka tęczowa

Wnętrze przykryte jest płaskim stropem. Przykrywająca ściany polichromia o motywie ornamentalno-figuralnym wykonana została w trakcie odbudowy. Najstarszym elementem wnętrza jest krucyfiks z 1380 roku na belce tęczowej. Pozostałe wyposażenie jest barokowe i współczesne.